# エミリオ・ボッジョ
エミリオ・ボッジョまたはエミール・ボッジョ（Emilio Boggio または Émile Boggio、1857年5月21日 - 1920年6月20日）はベネズエラ生まれの画家である。フランスで育ち、主にフランスで活動した。

## 略歴
ベネズエラの中北部の港町、ラ・グアイラで生まれた。父親はイタリア人を先祖に持つ貿易会社の経営者で母親はフランスの出身だった。7歳の時、家族とパリに移り1870年にパリのリセを卒業した。1873年にベネズエラに戻り、両親の仕事を手伝った後、1877年にパリに戻り、パリの私立の美術学校、アカデミー・ジュリアンでジャン＝ポール・ローランスに1883年まで学んだ。
ローランスの学生のアンリ・マルタンと親しくなり、ベネズエラ出身でローランスに学んでいたクリストバル・ロハスやアルトゥーロ・ミチェレーナとも親しくなった。マルタンとともに1885年にイタリアを旅し、1887年にフランス芸術家協会の展覧会にデビューし、1886年に選外佳作を得た。1889年のパリ万国博覧会の展覧会で銅賞を受賞した。1892年に無彩色の作品の国際展覧会(Exposition internationale de blanc et noir)にカリカチュアを出展するなど、カリカチュアも制作した。1890年代になって
様々なスタイルを試み、1890年代の終わりにはピエール・ピュヴィス・ド・シャヴァンヌの影響を受けて、象徴主義の作品を描き、クロード・モネやカミーユ・ピサロの印象派のスタイルで描くようになった。1903年からサロン・ドートンヌに出展するようになり、1918年まで出展を続けた。1900年代にパリ郊外のアンギャン＝レ＝バンに弟子のレイモン・ティベサール(Raymond thibesart: 1874-1968)と活動し、1905年にはアンリ・マルタン、ティベサールと再び、イタリアを旅し、1909年まで滞在し海岸の風景を描いた。1910年にはファン・ゴッホが亡くなった町、オーヴェル＝シュル＝オワーズに移り、その近郊の風景を描いた。1910年代には新印象派の点描のスタイルも試みている。
1919年にベネズエラのカラカスの美術学校で、53枚の作品を展示し、この展覧会はベネズエラの画家たちに影響を与えた。
オーヴェル＝シュル＝オワーズで没した。

## 作品

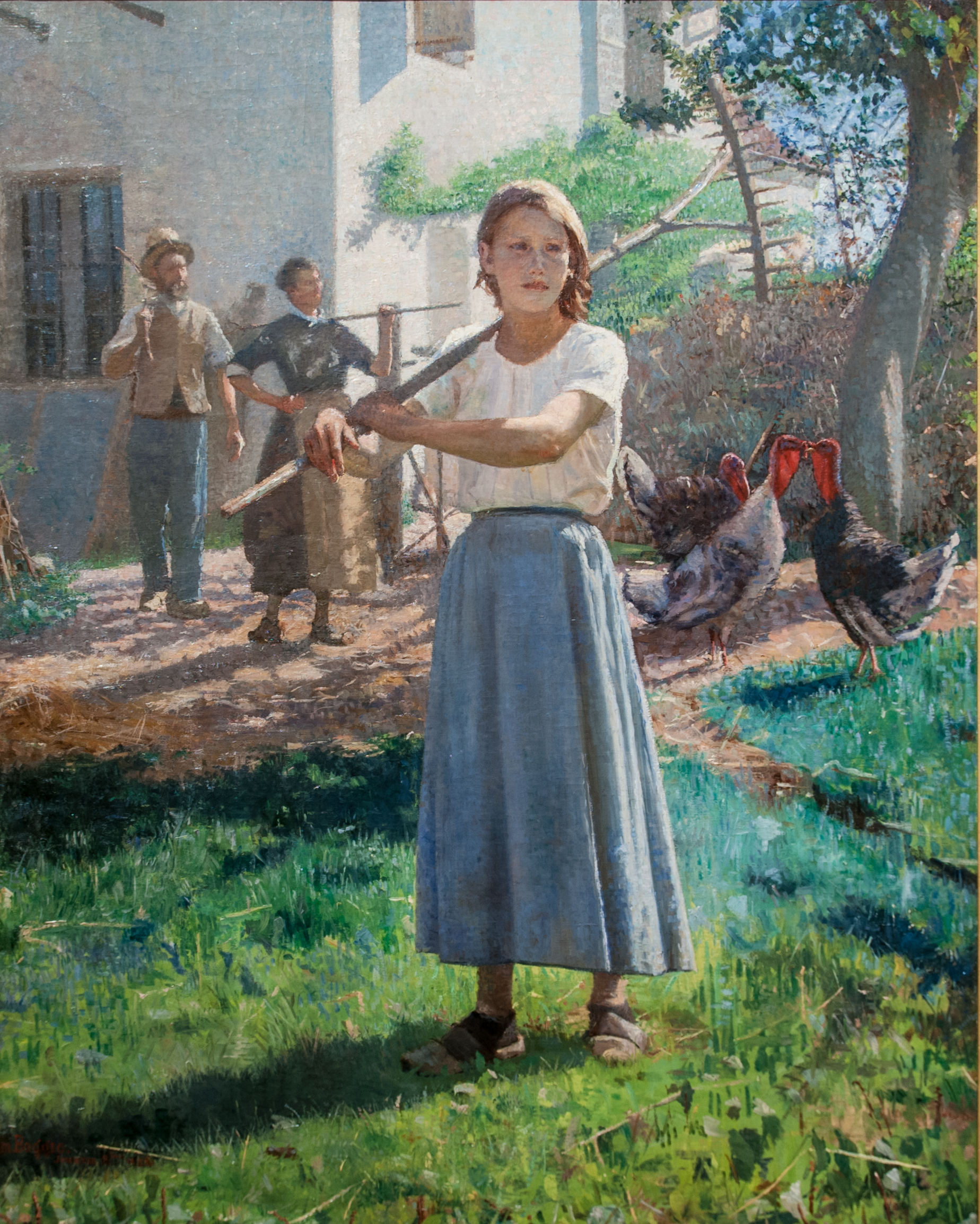
畑に向かう女性 (1894)
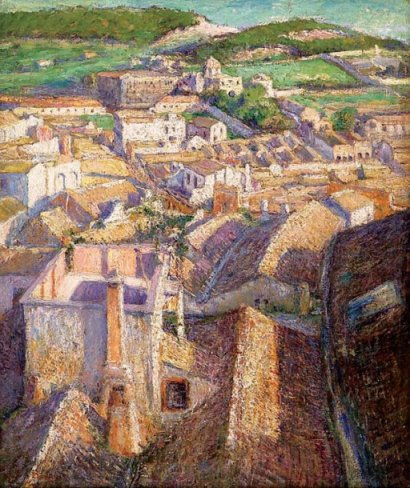
カリャリの街の屋根 (1890s)
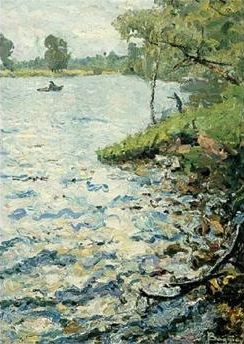
オワーズ川の岸辺 (1913)
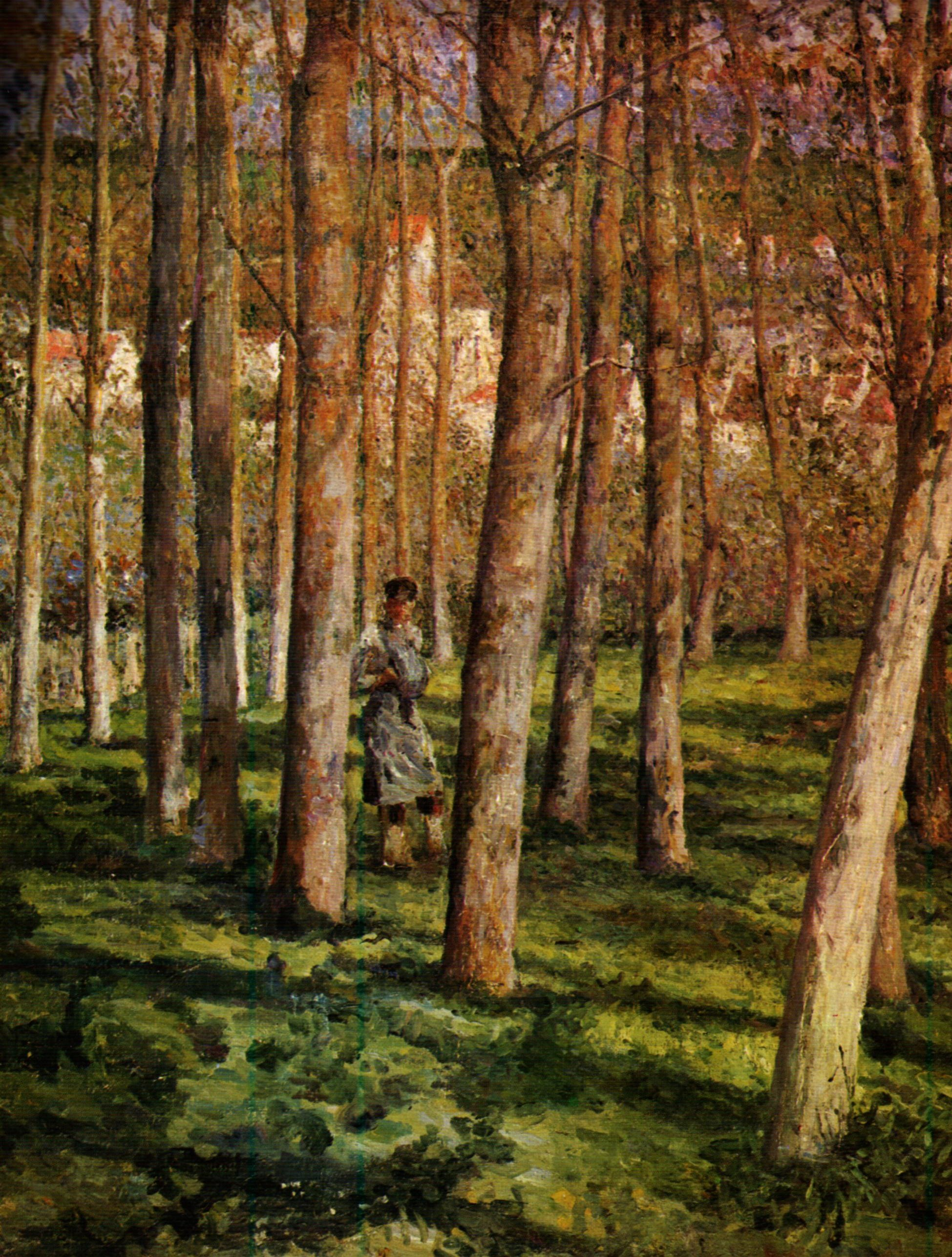
森 (1918)

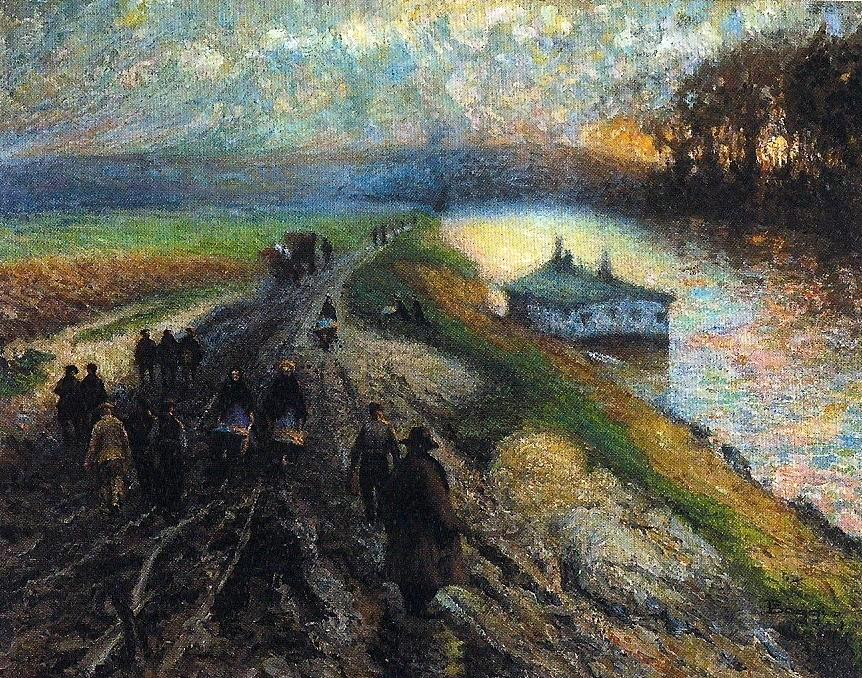
一日の終わり (1912)
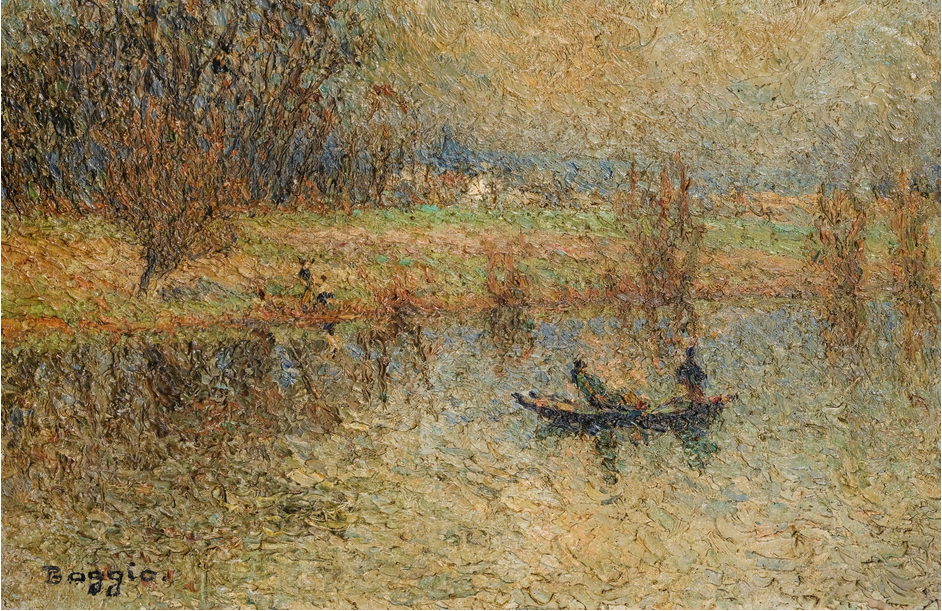
(1912)
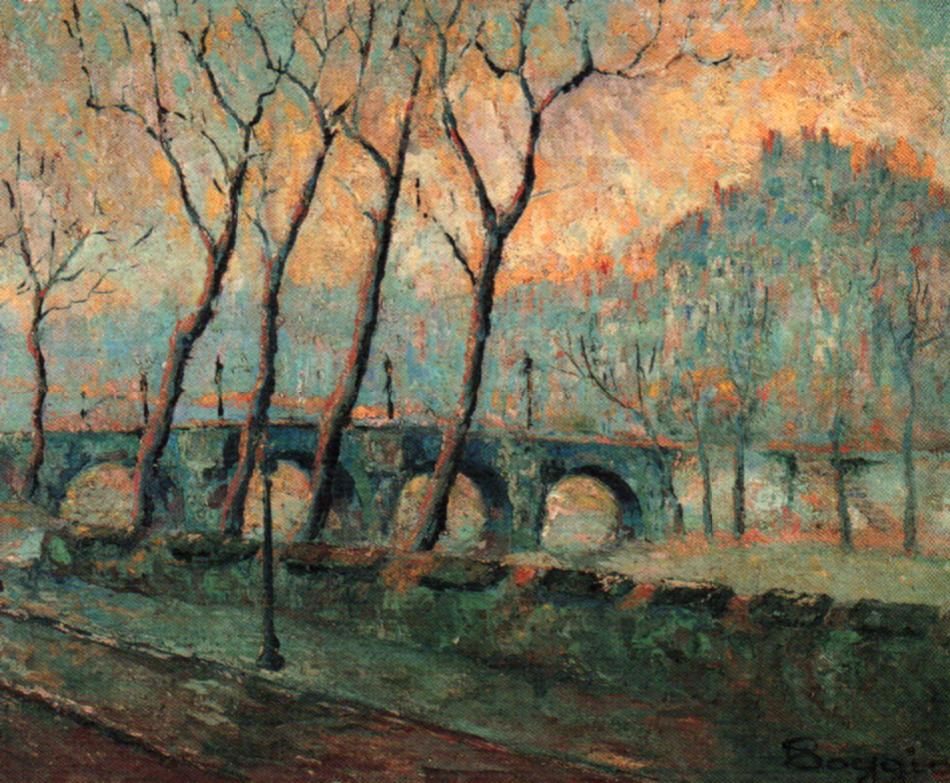
橋のある風景